# Steps To War
Steps To War ist eine Theorie aus der Konfliktforschung, entwickelt von Paul Senese und John Vasquez. Sie versucht, Faktoren zu identifizieren, die die Wahrscheinlichkeit vorhersagen, dass zwei Staaten miteinander in einen Kriegszustand treten werden.  Ihre Grundaussage ist, dass die außenpolitischen Handlungen zweier Staaten beeinflussen, ob Konflikte zu Kriegen werden.
„Steps To War“ beschreibt eine mögliche Art, wie Konflikte eskalieren. Sie ist keine universelle Theorie von Kriegsursachen und stellt keine notwendigen, sondern hinreichende Ursachen fest. Diesen Ablauf der Eskalation nennen Senese und Vasquez den „realistischen Pfad zum Krieg“ (realist road to war). Sie behaupten, dass machtpolitische Handlungen die realistische politische Theorie vorschlägt, die Wahrscheinlichkeit eines Kriegs erhöhen, anstatt sie zu verringern.

## Aussagen und Methodik
1. Territoriale Konflikte zwischen Paaren von Staaten führen mit höherer Wahrscheinlichkeit zu Krieg als Konflikte über außenpolitisches Verhalten und Konflikte auf Basis von unterschiedlicher politischer Struktur der Regime der Staaten.
2. Senese und Vasquez definieren eine Typ außenpolitischer Handlungen, sogenannte „machtpolitische Handlungen“ (power political actions). Dazu gehören Drohungen, Machtdemonstrationen, die Bildung von Allianzen und Wettrüsten. Je mehr dieser Handlungen zwei Staaten ausführen, desto höher die Wahrscheinlichkeit eines Krieges.
3. Die Beziehung zwischen der Anzahl von Konflikten zwischen zwei Gegnern und der Wahrscheinlichkeit eines Krieges ist kurvenförmig: Zu Beginn führt jeder zusätzliche Konflikt zu erhöhter Wahrscheinlichkeit, später zu niedrigerer Wahrscheinlichkeit.

Die Forschung wurde anhand von Konfliktdaten der Periode 1816–2001 betrieben. Die Theorie beschreibt Konflikte zwischen 1816 und 1945 besser als die der Periode 1946 bis 2001.